# Anthony Anderson
Anthony Anderson (Los Ángeles, California, 15 de agosto de 1970) es un actor y comediante estadounidense.
Anderson hizo su aparición cinematográfica con la película Life (en 1999), con Eddie Murphy y Martin Lawrence, y posteriormente en Liberty Heights, drama de Barry Levinson, en la película de acción de Andrzej Bartkowiak Romeo Must Die y en la comedia Esta abuela es un peligro.
En televisión, Anderson ha protagonizado su propia serie para la WB, All About the Andersons, basada indirectamente en su propia vida.
Creció en Los Ángeles, donde asistió a la Escuela de Artes Interpretativas. Mientras se encontraba allí, participó en los Premios ACTSO de la NAACP con un monólogo de La gran esperanza blanca. Esa interpretación le hizo merecedor además de una beca de la Howard University. En 1996, Anderson realizó su primer trabajo profesional para la serie juvenil Hang Time, que se emitía los sábados por la mañana. Otros de sus primeros trabajos son colaboraciones en JAG y NYPD Blue. Anderson también llamó la atención del creador de Ally McBeal, David E. Kelley, que escribió una colaboración de dos episodios en la serie especialmente para él.
Es amigo del cómico Kevin Hart.

## Carrera
Como actor ha trabajado en series como The Shield, Law & Order y Til Death.
Además de películas como Transformers y Agent Cody Banks 2: Destination London.

## Filmografía
| Año  | Película                               | Rol                                  | Notas |
| ---- | -------------------------------------- | ------------------------------------ | ----- |
| 1999 | Liberty Heights                        | Scribbles                            |       |
| 1999 | Life                                   | Cookie                               |       |
| 1999 | Trippin'                               | Z-Boy                                |       |
| 2000 | Romeo Must Die                         | Maurice                              |       |
| 2000 | Big Momma's House                      | Nolan                                |       |
| 2000 | Me, Myself & Irene                     | Jamaal Baileygates                   |       |
| 2000 | Urban Legends: Final Cut               | Stan Washington                      |       |
| 2001 | See Spot Run                           | Benny                                |       |
| 2001 | Exit Wounds                            | T.K. Johnson                         |       |
| 2001 | Kingdom Come                           | Junior Slocumb                       |       |
| 2001 | Two Can Play That Game                 | Tony                                 |       |
| 2001 | 3 Strikes                              | Guardia (no acreditado)              |       |
| 2002 | Barbershop                             | J.D.                                 |       |
| 2003 | Kangaroo Jack                          | Louis Booker                         |       |
| 2003 | Cradle 2 the Grave                     | Tommy                                |       |
| 2003 | Malibu's Most Wanted                   | PJ                                   |       |
| 2003 | Scary Movie 3                          | Mahalik                              |       |
| 2004 | My Baby's Daddy                        | G. Bong                              |       |
| 2004 | Agent Cody Banks 2: Destination London | Derek Bowman                         |       |
| 2004 | Harold & Kumar Go to White Castle      | Burger Shack Employee                |       |
| 2005 | The Bernie Mac Show                    | Bryan Brown (5ª temporada)           |       |
| 2005 | King's Ransom                          | Malcolm King                         |       |
| 2005 | Hustle & Flow                          | Key                                  |       |
| 2005 | Hoodwinked!                            | Detective Bill Stork                 |       |
| 2005 | Alone in the Dark                      | Foto de persona desaparecida (cameo) |       |
| 2006 | Scary Movie 4                          | Mahalik                              |       |
| 2006 | Arthur & The Invisibles                | Koolomassai                          |       |
| 2006 | The Departed                           | Trooper Brown                        |       |
| 2006 | The Last Stand                         | Jay                                  |       |
| 2007 | Transformers                           | Glen Whitmann                        |       |
| 2010 | The Back-Up Plan                       | Dad                                  |       |
| 2011 | Scream 4                               | Detective Anthony Perkins            |       |
| 2013 | Grudge Match                           | Mr. Sandpaper Hands                  |       |
| 2015 | Hot Bot                                | Agente Fraiser                       |       |
| 2017 | Small Town Crime                       | Teddy Banks                          |       |
| 2019 | Beats                                  | Romelo Reese                         |       |

## Televisión
| año       | Series                            | Rol                                 | Episodio(s) |
| --------- | --------------------------------- | ----------------------------------- | ----------- |
| 1996–1998 | Hang Time                         | Teddy Broadis                       |             |
| 2003–2004 | All About the Andersons           | -                                   |             |
| 2004–2005 | The Shield                        | Antwon Mitchell                     |             |
| 2006      | Law & Order: Special Victims Unit | Lucius Blaine                       | "Fat"       |
| 2007      | K-Ville                           | Marlin Boulet                       |             |
| 2008-2010 | Law & Order                       | Detective Kevin Bernard             |             |
| 2010      | Golf en América                   |                                     |             |
| 2014-2022 | Black-ish                         | Andre 'Dre' Johnson/Drexter Johnson |             |